# Китти Прайд
Китти Прайд (англ. Kitty Pryde) — персонаж, который появлялся в комиксах Marvel. Сначала носила имена Эльф (англ. Sprite) и Ариэль (англ. Ariel), затем стала известна как Призрачная кошка (англ. Shadowcat). Персонаж впервые появился в Uncanny X-Men #129 (январь 1980) и был создан Джоном Бирном и Крисом Клэрмонтом. Актриса Эллен Пейдж сыграла Китти Прайд в «Люди Икс: Последняя битва» и «Люди Икс: Дни минувшего будущего».

## История
Китти Прайд жила, как обычная девочка, до 13 лет. Тогда у неё начали появляться ужасные головные боли, что привело к проявлению её мутантских способностей. В итоге Китти заинтересовались и Люди Икс в лице Чарльза Ксавье, и Клуб Адского Пламени в лице Эммы Фрост. Сначала победа была на стороне Клуба, так как они захватили Людей Икс в плен. Но к тому времени Китти уже успела привыкнуть к Людям Икс, особенно к Грозе. Вскоре она спасла Людей Икс при помощи своих способностей. После этого Китти стала ценным членом команды по имени Дух, которое потом сменила на Ариэль. Лучшими подругами Китти стали Гроза и Магика, лучшим другом - Росомаха, а молодым человеком - Колосс. Будучи в Японии, Китти попала под ментальное воздействие Огуна, бывшего учителя Росомахи, и тогда Логан стал обучать Китти восточным единоборствам, чтобы она могла противостоять Огуну. После обучения она взяла последнее имя Химера.
Во время Резни Морлоков Китти пришла к Морлоку на помощь, и один из Морлоков, Гарпулика, ранил её. После этого Китти долгое время не могла оставаться в твёрдом состоянии, и лишь совместными усилиями Доктора Дума и Мистера Фантастика её удалось вылечить. Вскоре после этого Китти образовала британскую команду «Экскалибур», и с одним из её членов, бывшим шпионом Питом Висдомом, у Китти были романтические отношения, что очень огорчило узнавшего об этом Колосса. Вскоре Колосс смирился с выбором Китти и также вступил в ряды Экскалибура. Однако Китти прекратила отношения и с Питом. Выполняя одну из миссий Щ. И. Т.а, она встретила другого человека, о котором ничего, кроме этого романа, не известно. Вскоре он погиб, но Китти все равно рассталась с Висдомом и вернулась к Людям Икс, прихватив с собой Ночного змея и Колосса. Оказавшись на одной миссии в Сеуле, она с Грозой встретила Гамбита, которого считали погибшим после испытания льдом, и девушки уговорили его вернуться в команду.
После смерти Колосса, пожертвовавшего собой ради спасения других мутантов от Вируса Наследия, Китти похоронила тело Петра на его родине в Прибайкальском крае, а потом оставила Людей Икс, чтобы начать нормальную жизнь, что ей удавалось с большим трудом. Вскоре она снова вернулась в команду. В серии Astonishing X-Men Колосс ожил и вернулся к Людям Икс. В сюжете про планету Крахум Китти пожертвовала собой ради спасения Земли.
Позже Магнето вытащил её из космической пули, но Китти потеряла способность восстанавливать плотность тела и говорить, после этого находилась в специальной комнате на Утопии, но иногда вместе с Людьми-Икс выполняла миссии благодаря скафандру, после чего выяснила, что Эмма Фрост планирует отомстить Себастьяну Шоу, для чего отправилась с ней на его поиски, чтобы потом убедить её отказаться от мести. Вскоре ей помогли вернуть голос и контроль над неосязаемостью. Когда Китти столкнулись с Людьми-Икс из прошлого, то стала их лидером и профессором колледжа.

## Альтернативные версии

### Marvel Zombies
Люди Икс были атакованы зомби Альфа Полета. После этого события, позже она видела людей, заражённых чумой, но сумела справиться с ней, сбежала с Колоссом и своим сыном Питером. Позже Колосс пропал без вести

### Ultimate Marvel

Ultimate Китти Прайд

Впервые способности Китти проявились в 13 лет, тогда она несколько раз проваливалась сквозь кровать и один раз провалилась в подземелье. Тогда её мать Тереза позвонила Чарльзу Ксавье в надежде, что он научит её контролировать свои способности. Тереза настаивала, чтобы Китти не принимала участия в миссиях Людей Икс, но Китти, взяв себе имя Призрачная Кошка, проникла в самолёт Людей Икс и отправилась с ними на миссию на Дикую Землю. Там она спасла им жизни, пройдя через компьютер, угрожавший мутантам. Вернувшись домой, мутанты были обвинены в сотрудничестве с Магнето, и Китти пришлось скрываться вместе со всеми. Некоторое время Китти встречалась с Бобби Дрейком, но их отношения зашли в тупик, так как Бобби всё ещё любил свою бывшую девушку Шельму. Китти всегда была поклонницей Человека-Паука и во время одной миссии девушке удалось познакомиться с Питером и раскрыть его тайну. Оставшись в одиночестве, Китти решила пригласить Питера на свидание. Вскоре они начали встречаться и вместе бороться со злом. О том, что Китти и Питер встречаются, сообщили во всех газетах, и это сильно осложнило их отношения. Вскоре Питер понял, что всё ещё любит Мэри Джейн. Но, вернувшись к Мэри, он не сказал ей о разрыве отношений, что вызвало между ними конфликт. В жизни Китти началась не очень хорошая полоса, к тому же после «смерти» Профессора Ксавье девушка переехала к маме. Потом Китти поступила в ту же школу, где учится Мэри и Питер, что ещё больше осложнило их отношения. Но, когда Питер и Мэри Джейн окончательно воссоединились, Китти возненавидела их обоих. Во время событий Ультиматума девушка искала Питера, так же, как Женщина-паук, с которой она встретилась. Но Китти нашла лишь его рваную маску и подумала, что Паркер погиб. Позже, когда Люди Икс готовились к миссии на Цитадель Магнето, Росомаха отдал Китти шкатулку с его прощанием для сына. Спустя некоторое время после гибели Росомахи Китти дала шкатулку Джимми Хадсону, который и был сыном Логана.
После событий Ультиматума прошло шесть месяцев. В настоящее время мутанты и необычные способности были признаны незаконными из-за событий во время Ультиматума. Однажды федеральные агенты собирались схватить Китти, но благодаря Конгу МакФарлайну девушка сбежала вместе с ним. Китти возвращается на день рождения Питера.
После гибели Питера Человек-факел и Человек-лёд прячутся в подземном жилище Китти. В данный момент у Китти новое прозвище героя (Капюшон). Она вместе с Бобби и Джонни находят Шельму и Джимми Хадсона. Когда Китти решает дать отпор Стражам, вместе с ней отправляются Джимми, Бобби и Роуг, кроме Человека-факела, который остался с юными мутантами. Во время поездки группа мутантов объединяется с Ником Фьюри, который помогал брошенным мутантам. Вместе с Фьюри Китти организует Сопротивление мутантов и сражаются с роботами-стражами, которыми управлял Уильям Стайкер. После того как мутанты были причастны к спасение Америки, то новый президент Капитан Америка, предложил им два варианта: землю для мутантов и лекарство от их способностей. Кроме группы Китти, тысячи мутантов приняли предложение о лекарстве. Китти во главе двадцати мутантов привезли на бывший полигон пустыне Юго-Запада Юты, где они намерены создать страну для их расы.

## Силы и способности
Главные силы Китти — это проходить сквозь живые и неживые предметы, протискивая атомы своего тела через зазоры между атомами предмета. Позже она научилась уплотнять атомы предмета (убирать зазоры между ними) — так Китти может ходить по воздуху, как по лестнице. Когда она использует свои способности, она погружается в особое состояние фазирования и становится неуязвима для физических и энергетических атак, но уязвима для магии и псионики. Также она может без труда деактивировать любую электронику, проходя сквозь неё и вызывая замыкание. Правда, это не очень эффективно против противников, которые могут перекоммутировать свои электронные системы (Железный человек, Вижн, Кэйбл, Комната Страха и т. д.) и снова вступить в бой. Со временем Китти приучила себя фазироваться, даже не проходя через объект, но стоит учитывать, что она может оставаться в объекте настолько, насколько может задержать дыхание. Находясь в пространстве обширного объекта (под землёй, в толстых стенах и т. п.), Китти может быстро передвигаться, буквально «плавая» в его пространстве. Ещё Китти неплохо владеет восточными единоборствами и холодным оружием. Когда Китти использовала Чёрный Вихрь, её силы были увеличены до космического масштаба, что сделало её богоподобным существом. Она может пройти через любой материал любой плотности и может даже выделить планету из янтаря Тейна, тогда как в её нормальном состоянии ей это никак не удавалось. Она также может перемещаться между плоскостями мультивселенной и невосприимчива к воздействию космоса. Её внешность можно изменить, но её естественная форма выглядит довольно газообразной.

## Китти Прайд на других носителях

### Телевидение

Китти Прайд: кадр из сериала Люди Икс: Эволюция

- Китти Прайд появилась в одном из эпизодов сериала «Человек-паук и его удивительные друзья», вместе с Людьми-Икс. Озвучена Салли Джулиан.
- Китти Прайд появилась в пилотной серии «Прайд из Людей Икс» как новый член команды. Её озвучила Кэт Сауси.
- В мультсериале «Люди Икс: Эволюция» Китти является главной героиней, которая показана как подросток из команды и романтический интерес одного члена из Братства, Лэнса Альвареса. Она также близко дружит с Попрыгуном (несмотря на то, что она сначала неприязненно относится к его внешности), однако в сюжетной линии между ней и Колоссом нет романтических отношений. Также в этом мультсериале у неё нет дракончика Локхида, но показывается, что она спит с плюшевой игрушкой, похожей на этого дракончика. Китти была озвучена Мэгги Блу О’Харой.

Китти Прайд: кадр из сериала Росомаха и Люди Икс

- Китти появлялась в мультсериале «Росомаха и Люди Икс» в качестве студентки Института до его разрушения и исчезновения Чарльза и Джин. Когда Росомаха решил снова собрать команду, Китти была на пути к «мутантскому раю» Дженоше. Когда Росомаха прилетел за ней, она сразу же согласилась. Китти — самый младший участник команды. В этом мультфильме Китти немного цинична и часто говорит обо всём с неприкрытым сарказмом. Тем не менее, очень доброжелательна. Её озвучила Даниель Джубофитс.
- Китти Прайд имеет несколько камео в Людях Икс 97'. Оба раза на листовках. Сначала в эпизоде "Мотендо/Жизньсмерть, часть 1" и позже в эпизоде "Толерантность это вымирание, часть 3".

### Фильмы

Эллен Пейдж в роли Китти Прайд, промо-фото фильма «Люди Икс: Последняя битва».

Китти Прайд появляется в фильмах серии «Люди Икс»:
- В фильме «Люди Икс» Китти появляется на уроке профессора Ксавьера, когда Росомаха приходит на урок. После урока она забывает свою сумку и возвращается за ней, а после уходит, пройдя сквозь дверь.
- В «Люди Икс 2» Китти, спасаясь от агентов Страйкера, проваливается сквозь кровать. Также, когда мутанты в конце фильма приходят к президенту, Профессор Икс говорит, что у него есть знакомая девочка, которая умеет проходить сквозь стены. Роль исполнила Кэти Стюарт.
- В кинокартине «Люди Икс: Последняя битва» Китти получает намного больше экранного времени. Здесь она начинает близко общаться с Айсбергом, впрочем, по-дружески. Она принимает участие в битве на Алькатрасе и спасает Джимми от Джаггернаута. Сыграла эту роль Эллен Пейдж.
- Китти Прайд вновь появляется в кинофильме «Люди Икс: Дни минувшего будущего»[1][2], где становится одним из ключевых персонажей[3]. Китти уже обладает способностью отправлять сознание человека в прошлое[4] и, таким образом, отправляет Логана в прошлое, чтобы предотвратить истребление мутантов роботами Траска. Её роль вновь исполняет Эллен Пейдж.

## Критика и отзывы
В 2006-м сайт IGN назвали Китти Прайд № 3 в их списке «25 лучших Людей-Икс за прошедшие сорок лет»,
В мае 2011 года Китти Прайд заняла 47 место в списке 100 лучших героев комиксов по версии IGN.